# Piper Verlag

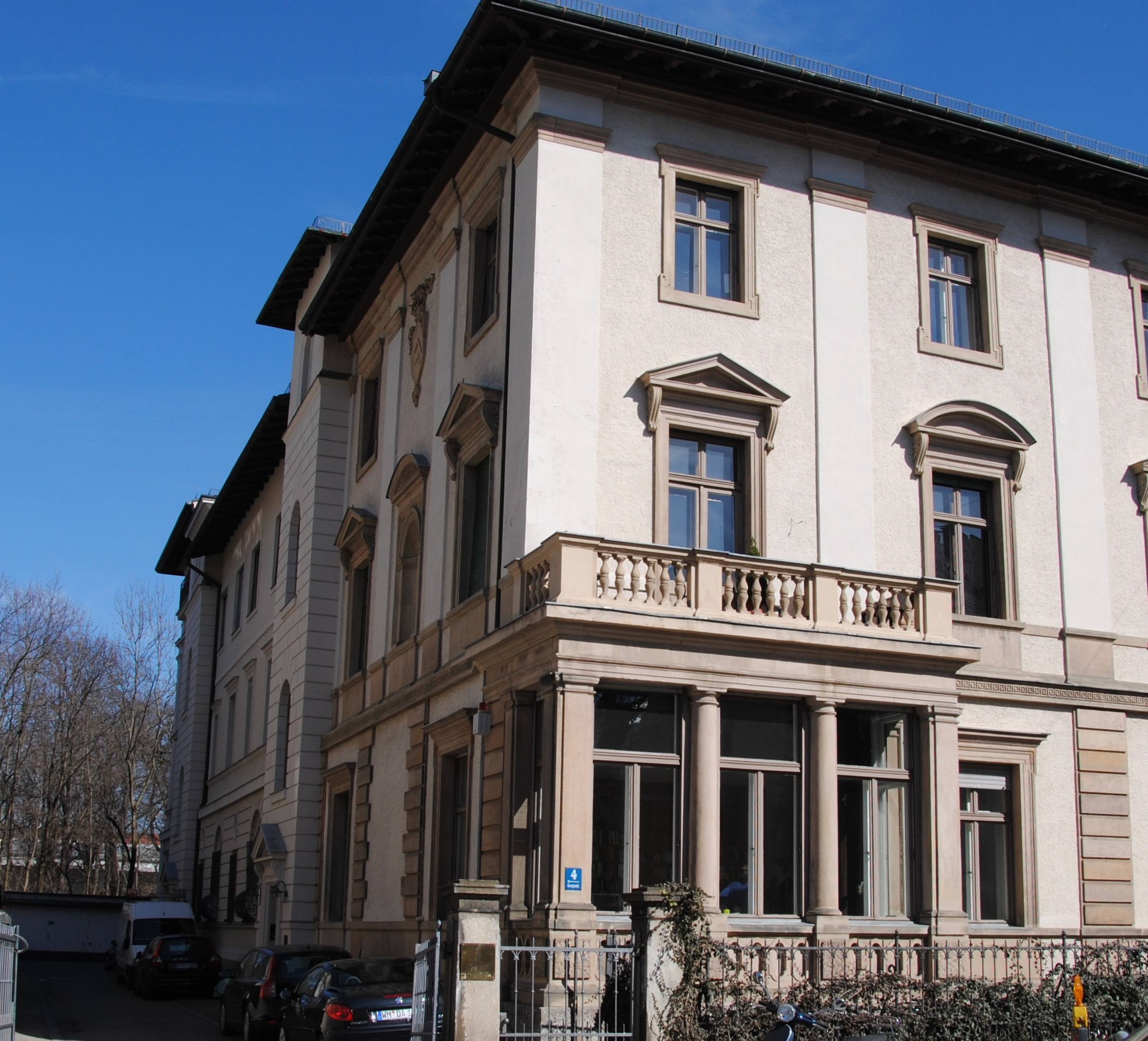
Clădirea editurii din Georgenstraße 4 este o vilă construită de August Thiersch.

Piper Verlag este o editură de carte fondată în 1904, cu sediul central la München. Ea publică ficțiune și non-ficțiune, iar printre cei mai cunoscuți autori din portofoliul ei se numără Hannah Arendt, Ingeborg Bachmann, Markus Heitz, Hape Kerkeling, Sándor Márai, Sten Nadolny, Charlotte Roche, Heinrich Steinfest, Paul Watzlawick și Alan Weisman. Editura aparține din 1995 grupului suedez Bonnier.

## Istoric

### Editura de la înființare până în 1932

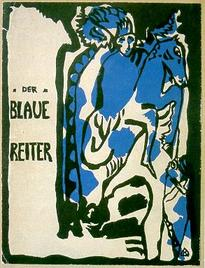
Ilustrația coperții almanahului Der Blaue Reiter realizată de Kandinsky

Piper Verlag a fost fondată la München pe 19 mai 1904 de Reinhard Piper (1879-1953), care avea atunci vârsta de 24 de ani. Atenția editurii a fost concentrată în perioada de până la izbucnirea celui de-al Doilea Război Mondial pe avangarda artistică a Germaniei. Editura a devenit cunoscută prin publicarea almanahului Der Blaue Reiter, editat de Wassily Kandinsky și Franz Marc în mai 1912. Christian Morgenstern a publicat, de asemenea, multe dintre lucrările sale la Piper Verlag.

### Editura în perioada nazistă
În 1935 partenerul evreu Robert Freund a trebuit să părăsească editura. El a primit o compensație, care a fost obținută prin vânzarea clădirii editurii, iar Piper Verlag s-a mutat în Georgenstraße 4. În prezent, editura își are sediul într-o vilă construită acolo de August Thiersch.
Un comportament dezonorant a fost vânzarea către o mică editură a traducerii romanului Voyage au bout de la nuit (Reise ans Ende der Nacht) al lui Louis-Ferdinand Céline, realizată de traducătorul evreu Isak Grünberg, în 1933, imediat după preluarea puterii de către național-socialiști. Abia în anii 1990 traducătorul a fost menționat cu numele său în numeroase ediții noi (între timp, drepturile aparțin editurii Rowohlt Verlag).
În perioada național-socialismului, editura s-a limitat la o „literatură de divertisment” neutră și la autori mai puțin cunoscuți - adesea străini - deoarece mulți dintre „autorii casei” erau considerați atunci ca fiind artiști degenerați.

### Perioada postbelică
La moartea lui Reinhard Piper în 1953, conducerea editurii a fost preluată de fiul său, Klaus. În anii de după război, Piper Verlag a publicat în principal cărți în format de buzunar și a fondat în 1960, împreună cu alte 10 edituri, editura Deutscher Taschenbuch Verlag (dtv). Piper a rămas fidel programului său de publicare a unei literaturi sofisticate. Astfel, pe lângă cărțile autorilor germani (de exemplu, o carte de poezie a lui Ingeborg Bachmann), au fost publicate, de asemenea, opere ale scriitorilor italieni. Editura și-a extins constant catalogul, printre altele în domeniul științelor naturii, istoriei contemporane, teologiei și muzicii. Începând din 1986 a apărut Pipers Enzyklopädie des Musiktheaters în șapte volume.
O problemă a fost cauzată de prezența îndelungată la conducerea editurii a lui Hans Rößner: abia după moartea lui (1997) s-a făcut public faptul că acest director de editură cu o carieră îndelungată a deținut anterior funcția de șef al unității III C 3 (cultură și artă populară) din cadrul Biroului Principal de Securitate al Reichului German (RSHA). El a fost responsabil în cadrul editurii Piper cu supravegherea activității emigrantei Hannah Arendt. Cariera sa după 1945 este similară cu cea a multor intelectuali din Generația Necondiționată (Michael Wildt) care au format rețele de ascundere a trecutului și de avansare socială. Piper este cel mai important editor al operei lui Arendt.

### Dezvoltarea recentă a editurii
În 1995 Piper Verlag a devenit proprietatea grupului suedez Bonnier. Directorul editurii a fost din 1995 Viktor Niemann (n. 1940). El a fost ales „Editorul anului 1998” de revista BuchMarkt. Editura a fost condusă apoi de Wolfgang Ferchl (n. 1955) din 2003 până în 2008 și de Marcel Hartges, fost director editorial al DuMont Buchverlag, din aprilie 2009 până la sfârșitul lui ianuarie 2016. Succesorul său a devenit la 15 martie 2016 Felicitas von Lovenberg. La începutul lunii aprilie 2016 s-a anunțat că, datorită plecării lui Hartges, autorul de succes Ferdinand von Schirach va părăsi editura Piper Verlag.
Cartea Ich bin dann mal weg a lui Hape Kerkeling despre pelerinajul său pe Drumul Sfântului Iacob a fost publicată de Neuer Malik Verlag în 2006 și, cu peste patru milioane de exemplare vândute, este considerată cea mai de succes carte de non-ficțiune din Germania. Ea s-a aflat luni întregi după apariția ei în fruntea listelor best-seller-urilor germane și s-a vândut până la sfârșitul anului 2007, conform informațiilor editorului, în circa 3 milioane de exemplare și a ocupat 100 de săptămâni primul loc pe lista de bestseller-uri non-fiction.
În cadrul Târgului de carte de la Frankfurt din 2015, editura a obținut premiul Virenschleuder.

## Colecții de cărți înainte de 1945

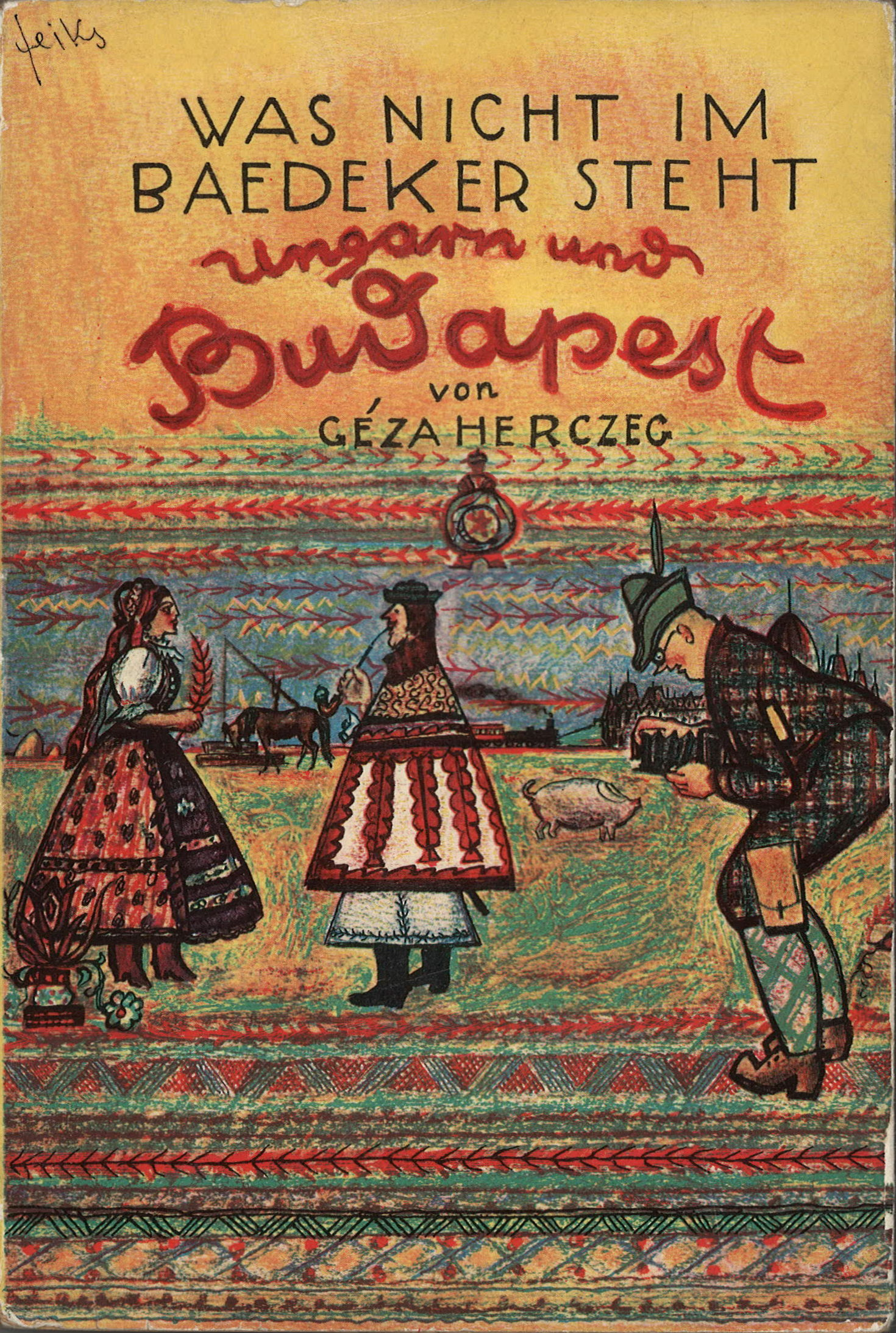
Was nicht im Baedeker steht. Das Buch von Ungarn und Budapest (1928), copertă de Eugen Feiks

### Piperbote
Din 1924 până în 1936 a apărut publicația trimestrială Der Piperbote für Kunst und Literatur. Prin acestea publicații editoriale disponibile gratuit prin abonament, în care au fost incluse povestiri scurte și fragmente scurte din creații literare mai lungi ale autorilor editurii, precum și portrete ale autorilor, Piper a atras atenția asupra producției actuale a editurii. 

### Piper-Almanach
Multe almanahuri au fost publicate sub formă de broșură cu ocazia aniversărilor editurii la intervale de zece ani, începând cu 1914, și conțineau informații cu privire la activitatea editurii, fragmente din operele literare și liste cu aparițiile editoriale din anii trecuți. Au apărut ediții suplimentare în 1929 (la aniversarea a 25 de ani), în 1939 (la aniversarea a 35 de ani) și în 1979 (la aniversarea a 75 de ani). Pe de altă parte, din cauza războiului, apariția almanahului pentru anul 1944 a fost anulată. Almanahul cel mai recent a apărut în 2004 cu ocazia centenarului editurii și a purtat titlul „100 Jahre Piper. Die Geschichte eines Verlags”. El a fost editat de Edda Ziegler. Începând din 1924 au fost adăugate ilustrații în almanahuri. Prima menționare a numelui unui editor a avut loc în 1954, când a fost menționat Klaus Piper. Anterior, editura era responsabilă pentru conținutul almanahurilor, deoarece editorul era anonim. 

## Colecții lansate după cel de-al Doilea Război Mondial

### Piper Bücherei
În 1946 a fost publicat primul volum al colecției numerotate Piper-Bücherei în format de broșură, Beethovens Denkmal im Wort de Richard Benz. Colecția, publicată până în 1962 în peste 200 de numere în format rectangular, a inclus opere literare ale unor autori precum Fiodor Dostoievski, Gustave Flaubert și Herman Melville. Mai târziu au fost publicate mai multe cărți pe teme artistice sau despre artiști , precum Matthias Grünewald's Isenheim Altar (PB 2, 1947), Michelangelos Weltgericht (PB 29, 1949) sau, editat de Erhard Goepel, Der Zeichner (PB 74, 1954) de Max Beckmann. Deși denumirea colecției ar fi putut fi inspirată de Insel-Bücherei, care a fost lansată cu succes cu mai bine de 30 de ani mai înainte, colecția, care a fost lansată în 1948, a avut un profil independent cu un puternic accent artistic. 

### Serie Piper
Serie Piper este colecția actuală a broșurilor editurii. Ea a fost fondată în 1970 și în anii 1980 s-a dezvoltat foarte mult nu numai prin retipărirea unor cărți cu coperți dure la prețuri reduse, dar și prin publicarea a numeroase ediții princeps și originale. În 1995 Serie Piper a fost complet reproiectată de analistul de tendințe Peter Wippermann. În prezent, până la 25 de titluri noi sunt publicate în fiecare lună, dintre care aproximativ 60% provin din programul Hardcover al editurii. 

### Denkanstöße
Das Lesebuch aus Philosophie, Kultur und Wissenschaft apare o dată pe an și facilitează o orientare în lumea științifică. Tirajul total este de peste 2 milioane de cărți vândute. 

## Mărci editoriale și edituri afiliate
Odată cu achiziția editurilor Neuer Malik Verlag (1996) și Kabel Verlag (1997), programul editorial al Piper Verlag a putut fi extins, chiar mai mult după preluarea în 2004 a colecției Heyne-Fantasy. În iunie 2008 Piper a cumpărat Pendo Verlag și a preluat în cele din urmă editura Westend-Verlag din Frankfurt / Main, care a devenit o marcă a grupului Piper.
Tot din 2008 îi aparține colecția de broșuri Malik National Geographic. Ea este creată în cooperare cu National Geographic Deutschland și conține relatări aventuroase ale unor călătorii.
În februarie 2012 Berlin Verlag / Bloomsbury Berlin a fost vândută grupului suedez Bonnier și cooperează în cadrul Bonnier Media Deutschland cu Piper Verlag.

### Malik
Ca urmare a publicării de către editura Malik a convingătoarei relatări de călătorie In eisige Höhen de Jon Krakauer, care s-a aflat în fruntea listelor de best-seller-uri timp de peste un an, Malik Verlag a devenit o marcă a literaturii de aventuri și a oferit, de atunci, un program editorial axat pe literatura de călătorie.

## Autori
Alessandro Baricco, Wolf-Ulrich Cropp, Arne Dahl, Jennifer Donnelly, Anne Holt, François Lelord, Sten Nadolny, Anita Shreve, Maarten Hart, Sándor Márai, Judith Lennox, Volker Klüpfel și Michael Kobr, Charlotte Roche, Heinrich Steinfest, Alissa Walser, Hannah Arendt, Richard P. Feynman, Hans Küng, Hape Kerkeling, Remo H. Largo, Michael Moore, Gabor Steingart, Paul Watzlawick, Brigitte Hamann, Contesa Sybil Schönfeldt, Andreas Kieling, Rüdiger Nehberg, Reinhold Messner, Stephan Orth, Ilja Trojanow, Jon Krakauer, Steve House, Carmen Rohrbach, Dieter Kreutzkamp, Markus Heitz, Ralf Isau, Michael Peinkofer, Stephenie Meyer, Wolfgang Hohlbein, Robert Jordan, Paul Finch, Robert Corvus și mulți alții.

## Legături externe
- Site oficial